# Gógánfa
Gógánfa là một thị trấn thuộc hạt Veszprém, Hungary. Thị trấn này có diện tích 13,17 km², dân số năm 2010 là 770 người, mật độ 58 người/km².